# Егор и Опизденевшие
«Егор и Опиздене́вшие» — советский и российский психоделический рок-проект. Лидер проекта — Егор Летов, известный своим творчеством в группе «Гражданская оборона». Записи в рамках проекта «Егор и Опизденевшие» производились преимущественно в 1990—1993 годах.

## Описание
В песнях, входящих в альбомы 1990—1993 годов, нашли своё отражение переживания Летова от практик расширения сознания, экспериментов в области магии, походов по уральским лесам, употребления психоактивных веществ и стимуляторов, перенесённого энцефалита, смерти Янки Дягилевой и распада СССР.
Композиции проекта «Егор и Опизденевшие» характеризуются как психоделические. Заметно влияние американского гаражного рока и психоделии 60-х, которые совмещаются с музыкальными идеями постпанка; помимо этого, местами присутствуют элементы характерного для прежнего творчества «Гражданской Обороны» нойз-рока; также, в особенности в альбоме «Прыг-скок», встречается фолк-рок и его ответвление, психоделический фолк. Звучание проекта достаточно самобытно и совмещает множество стилей разных эпох и музыкальных экспериментов, однако основой всё же являются психоделический рок 60-х годов и постпанк 80-х, от которых отталкивался Егор Летов.

## Название
По словам Летова, нецензурное название было дано коллективу для того, чтобы максимально затруднить упоминание его творчества в СМИ и тем самым обезопаситься от конъюнктурности. Последний альбом группы, «Психоделия Tomorrow», был записан с названием группы просто «Опизденевшие».

## История
Проект «Егор и Опизденевшие» возник в 1990 году после временного прекращения существования группы «Гражданская оборона» (после концерта в Таллине 13 апреля 1990 года) и схож с ней по составу.
Возможной «предтечей» для новой группы был магнитоальбом «Хроника пикирующего бомбардировщика» другого летовского проекта «Коммунизм», записанный в конце 1989 года и выпущенный в начале 1990 года, после чего проект прекратил существование. Альбом был переполнен психоделическими и фолковыми мотивами, а песни из этого альбома впоследствии вошли в альбомы «Опизденевших».
В период записи альбомов «Егора и опизденевших» участники группы не давали никаких интервью и отказывались от предложений концертов.
Первый альбом, «Прыг-Скок», был записан в мае-июле 1990 года. В записи альбома, помимо Летова, участвовали Константин Рябинов (Кузя Уо) (указан на обложке альбома, но в записи не участвовал), Игорь Жевтун (Джефф) и Юлия Шерстобитова.
Альбом «Сто Лет Одиночества» записывался Летовым с января 1991 по июнь 1992 года при участии Константина Рябинова, Анны Волковой, Игоря Жевтуна, Александра Рожкова.
В 1993 году был записан почти целиком инструментальный (за исключением нескольких композиций на тексты Рожкова) альбом «Психоделия Tomorrow», официально выпущенный значительно позже. Один из номеров, вошедших в окончательную версию, датирован 1999 годом.
В 2005 году началось переиздание альбомов, ранее выпущенных в рамках этого проекта.
Последний альбом «Гражданской обороны», «Зачем снятся сны», изначально планировался как альбом проекта «Егор и Опизденевшие». Впоследствии Летов отказался от этой идеи, однако в конечном счёте на обложке диджипака присутствуют оба названия.
10 сентября 2024 года издательство «Выргород» выпустило DEMO альбомов «Долгая счастливая жизнь» и «Реанимация» «Со Скоростью Мира».  Диск выпущен под вывеской проекта «Егор и Опизденевшие».
Эта запись считалась мной утерянной. Все, кто ею обладал, умудрились как-то её посеять, и уже не было надежды вновь обрести. И вдруг, как водится, «под матрасом» она неожиданно нашлась. На кассете. В приличном состоянии. Совершенно случайно.
Её история в принципе понятна: это демо к альбомам «Долгая счастливая жизнь» и «Реанимация», сделанное для того, чтобы барабанщик Александр Андрюшкин заранее разучил свои партии перед приездом в Омск для записи альбома.
На пластинке (понятно, что это хотя и демо, но можно считать и полноценным альбомом, так как он сильно отличается от конечного результата) нет, как вы увидите, большого количества песен, которые потом вошли в «ДСЖ» и «Реанимацию».
Всё оттого, что уже после записи этого демо Егор не мог остановиться и нарожал ещё изрядное количество опусов, которое уже пришлось писать под драм-машину отдельным блоком, и стало понятно, что на один альбом всё это богатство не помещается. Так эти треки, и ранние, и поздние, были концептуальным образом поделены на две части.
Названия для этой пластинки предлагались самые разные, в том числе совсем дурацкие, но в конце концов я остановилась на простом и ярком: «Со скоростью мира» по имени одной из самых ярких песен из записанных. Также, подняв в архивах первые автографы альбома, вспомнила, что изначально хотели издать его не как «Гражданская оборона», а как «Егор и опизденевшие».
Писали мы это всё вдвоем, собственно, Егор пел и играл, а я занималась техникой, причём в тот момент это была ещё сложная и дебильная портостудия, без ужаса не вспомнишь. Всё остальное прочтёте в выходных данных. Оформление от наших друзей, коллаж в стиле альбома и сделанный буквально при его прослушивании.
Дико радуюсь, что удалось всё это найти и выпустить, особенно сейчас, прямо к 60-летию Егора.

Наталья Чумакова, 09.09.2024

## Бывшие участники
- Егор Летов — вокал, гитары, бас-гитара, соло-гитара, ударные, губная гармошка, звуковые эффекты (1990—1993, 1999)
- Константин «Кузя УО» Рябинов — вокал, гитары, бас-гитара, соло-гитары, ударные, электроорган, вибрафон, металлофон, фортепиано, губная гармошка, звуковые эффекты (1990—1993, 1999)
- Игорь «Джефф» Жевтун — гитары, бас-гитара, ударные (1990—1993, 1999)
- Александр «Иваныч» Рожков — вокал, гитары, флейты, ударные, металлофон, губная гармошка (1993)
- Евгений «Махно» Пьянов — гитара (1999)
- Анна «Нюрыч» Волкова — скрипки, электроорган (1993)
- Юлия Шерстобитова — бэк-вокал (1990)

## Дискография
- 1990 «Прыг-скок: детские песенки» (переиздан в 2005 году с бонус-треками)
- 1993 «Сто лет одиночества» (переиздан в 2005 году)
- 2000 «Психоделия Tomorrow» (издан ограниченным тиражом)
- 2003 «Со Скоростью Мира» (демо альбомов «Долгая счастливая жизнь» и «Реанимация», издан к 60-летию Егора Летова)
- 2006 «Затем Снятся Сны!» (демо альбома «Зачем снятся сны?»)[5]

Кроме этих альбомов, существует еще неизданный материал, как говорил Егор Летов про Психоделия Tomorrow в офлайн-интервью:
В оригинале это вообще тройник. В частности, содержащий один опус, представляющий собой полностью вокальную импровизацию, которая длится более 30 минут. Так как целиком выпустить записанное во время той сессии (1992 года) не представлялось возможным, было принято решение сделать цветастый сборник из различных психоделических джемов с 1991 по 1997 год, так как подобного материала немерено. Есть даже отдельный целый инструментальный альбом, никогда не сводившийся и не издававшийся, сыгранный и записанный тем же составом.